# Faucongris
Ne pas confondre avec l'oiseau rapace Faucon gris.

Logo du jeu (version originale en anglais)

Faucongris (Greyhawk en version originale) est un monde imaginaire servant de décor de campagne pour le jeu de rôle médiéval-fantastique Donjons et Dragons.
Le monde de Faucongris tire son nom de la Cité-Franche de Faucongris, l'une des villes de cet univers. En tant qu'un des premiers décors de campagne de D&D, une importante partie des règles qui y sont associées ont été développées au cours des parties de jeu de Gary Gygax et d'autres autour du Château de Faucongris et ses souterrains. Tout en développant cet univers, Gygax a également incorporé les mondes où ses amis rôlistes situaient leurs propres parties, comme les Landes Maures (issu de la campagne de Dave Arneson) ou les Îles de Lendore (une région créée par Len Lakofka).
En plus du décor de campagne, qui fut publié en plusieurs éditions sur plus de vingt ans, Faucongris a également été utilisé comme cadre pour de nombreuses aventures publiées pour le jeu, ainsi que pour une campagne RPGA (en) Living Greyhawk, massivement suivie entre 2000 et 2008.

## Première ébauche
À la fin des années 1960, Gary Gygax, un mordu d'histoire militaire et fan de fantasy pulp, commence à introduire des éléments fantastiques sur un plateau traditionnel de wargame avec figurines médiévales dans son club de Lake Geneva (Wisconsin). Il remplace parfois les armes médiévales classiques par des sortilèges ou utilise des dragons et autres monstres fantastiques à la place de soldats,,. En 1971, pour le jeu de guerre nommé Chainmail dont il est le coauteur, il crée des règles supplémentaires pour les sortilèges et les monstres ainsi que celles relatives au combat à un contre un.
À peu près à la même époque, à Minneapolis–St. Paul, un autre joueur de wargames, Dave Arneson, développe un nouveau type de jeu. Arneson avait été impressionné par le jeu de guerre napoléonien Braunstein de son compère wargamer David Wesely (en) qui incorporait des éléments de ce que l'on appelle aujourd'hui le jeu de rôle, tels le fait de se référer à un arbitre impartial ou de mener des conversations entre joueurs et personnages imaginaires pour résoudre les questions diplomatiques. Cependant, Arneson se lasse bientôt du cadre napoléonien et, une nuit où le groupe de jeu se réunit, il présente une maquette en plastique de château-fort au lieu du champ de bataille habituel ; il annonce aux joueurs que cette nuit, au lieu de contrôler des régiments, ils emmèneraient chacun un personnage dans le château de la Baronnie de Landenoire (Blackmoor) et exploreraient ses dangereux souterrains. Pour résoudre les combats, il commence à utiliser le système pierre-feuille-ciseaux, mais se dirige rapidement vers une combinaison des règles de Chainmail et d'un jeu de bataille navale qu'il avait coécrit avec Gary Gygax et Mike Carr, nommé Don't Give Up the Ship! (en). Ce qui différenciait le jeu d'Arneson du wargame de Wesely, c'était que les joueurs pouvaient garder le même personnage d'une session à l'autre et que les personnages progressaient en développant leurs capacités et leurs pouvoirs au fil du temps.
Le groupe d'amateurs de batailles napoléoniennes de Minneapolis-St. Paul auquel appartenait Arneson était en contact avec celui de Gygax à Lake Geneva, et Arneson mentionna ses souterrains de Landenoire que son groupe explorait un week-end sur deux. Gygax fut intéressé, et pendant une visite à Lake Geneva en 1972, Arneson lui fit découvrir ses souterrains de Landenoire. Gygax est immédiatement intrigué par le concept de personnages explorant des souterrains et estime que c'était un jeu qui pouvait être commercialisé et vendu. Arneson et lui conviennent de développer des règles basées sur Chainmail. Afin de disposer d'un environnement pour tester ces règles, Gygax conçoit son propre château, « Castel Gryffalc », et dessine le premier niveau des souterrains qui s'étendent en dessous. Deux de ses enfants, Ernie et Elise, sont ses premiers joueurs et, durant leur première partie, ils combattent et détruisent les premiers monstres des souterrains de Faucongris ; d'après les souvenirs de Gygax, il s'agissait soit de mille-pattes géants, soit d'un nid de scorpions. Durant cette même session, Ernie et Elise découvrent également le premier trésor, un coffre contenant 3 000 pièces de cuivre, qui se révéla trop lourd pour être transporté, au grand dam des enfants,. Sitôt ses enfants au lit, Gygax commença à travailler sur un deuxième niveau des souterrains. Pour la partie suivante, Ernie et Elise furent rejoints par les amis de Gygax : Don Kaye, Rob Kuntz et Terry Kuntz.
Un mois environ après cette première partie, Gygax crée la cité voisine de Faucongris, dans laquelle les personnages pouvaient vendre leurs trésors et trouver un endroit pour se reposer.

## La campagne «maison» (1972–1979)
Tout en développant et en publiant les règles de Donjons et Dragons avec Dave Arneson chez TSR, Gygax continue de concevoir et de présenter les souterrains et les environs de Castel Gryffalc à son cercle d'amis et à sa famille, les utilisant pour tester de nouvelles règles et de nouveaux concepts. À mesure que les joueurs commencent à explorer le monde autour du château et de la ville, Gygax développe d'autres régions et d'autres cités à leur intention. Avec plus de sept sessions de jeu par semaine, Gygax n'a pas le temps ou le désir de créer un monde tout neuf ; il superpose simplement sa carte par-dessus celle de l'Amérique du Nord, ajoutant de nouvelles cités et de nouvelles régions à mesure que son monde prend lentement de l'ampleur au gré des aventures. Il situe la cité et le château de Faucongris près de la position occupée par Chicago dans le monde réel, son lieu de naissance ; de nombreux autres endroits s’agglomèrent autour. Par exemple, il place la cité rivale de Dyves là où se trouve Milwaukee dans la réalité,.
Gygax continue également de développer les souterrains situés sous le château. À la fin, ce complexe labyrinthique compte treize niveaux remplis de pièges vicieux, de passages secrets, de monstres affamés et de trésors étincelants. Bien que le détail des souterrains originaux de Castel Gryffalc n'ait jamais été publié, Gygax en a donné un aperçu dans un article qu'il écrivit pour le fanzine Europa en 1975 :
« Avant la publication des règles de D&D, le Vieux Castel Gryffalc comptait déjà 13 niveaux souterrains. Le premier niveau était un simple labyrinthe de pièces et de couloirs, car aucun des « participants » n'avait jamais joué à un jeu de ce genre avant. Le deuxième niveau abritait deux objets inhabituels, un bassin de Nixies et une fontaine de serpents. Le troisième tournait autour d'une salle de torture et de petites cellules pour les prisonniers. Le quatrième était un étage de cryptes et de morts-vivants. Le cinquième était centré autour d'un étrange puits de feu noir et de gargouilles. Le sixième consistait en un labyrinthe à répétition peuplé de douzaines de sangliers sauvages… aux pires endroits, naturellement soutenus par un nombre considérable de sangliers-garous. Le septième est centré autour d'un labyrinthe circulaire et une foule d'ogres. Les niveaux huit à dix étaient des cavernes pleines de trolls, d'insectes géants et comportaient un nexus de transport gardé par un sorcier maléfique et ses nombreux sbires. Le onzième niveau était la demeure du plus puissant magicien du château : il avait des Balrogs comme serviteurs ; le reste du niveau était peuplé de gorilles blancs martiens, à l'exception du réseau de passages passant sous les couloirs qui était rempli de bestioles venimeuses sans le moindre trésor. Le douzième niveau est plein de dragons.

Le treizième et dernier niveau contenait un toboggan auquel il était impossible d'échapper et qui emportait les joueurs directement « en Chine », d'où ils devaient revenir par le biais d'aventures « en extérieur ». Il était tout à fait possible de descendre d'un niveau à l'autre au moyen d'une série de passages inclinés trompeurs qui commençait au deuxième niveau, mais la probabilité d'emprunter ce chemin sans s'en apercevoir ne devenait importante qu'à partir des niveaux sept ou huit…

Des niveaux complémentaires comprenaient des baraquements d'Orques, de Hobgobelins et de Gnolls en guerre perpétuelle les unes contre les autres, un musée, une immense arène, un lac souterrain, la demeure d'un Géant et un jardin de champignons. »
Tout joueur qui parvenait au dernier niveau en vie rencontrait Zagyg, l'architecte fou des souterrains (Zagyg est l'homophone inversé de Gygax et constitue un clin d’œil de l'auteur, qui sous-entend que la personne qui a conçu cet endroit délirant et sans queue ni tête — à savoir lui-même — doit être folle). Seuls trois joueurs parvinrent au dernier niveau et rencontrèrent Zagyg, chacun d'entre eux à l'occasion d'aventures en solo : Robert J. Kuntz (qui jouait Robilar), le fils de Gygax, Ernie (qui jouait Tenser) et le frère de Rob, Terry Kuntz (qui jouait Térik). Leur récompense fut que Zagyg les transporta instantanément à l’autre bout du monde, où ils devaient affronter en solitaire le long voyage de retour vers la Cité-Franche de Faucongris. Térik et Tenser parvinrent à rattraper Robilar en chemin et rentrèrent ensemble à Faucongris.
À ce moment-là, plus de vingt joueurs s'entassaient dans la cave de Gygax presque tous les soirs et l'effort nécessaire pour planifier leurs aventures prenait à Gygax presque tout son temps libre. Il avait été très impressionné par le jeu très imaginatif de Rob Kuntz en tant que joueur et le nomma co-Maître de donjon de Faucongris,. Ceci permit à Gygax de travailler sur d'autres projets et lui donna de surcroît l'occasion d'endosser le rôle de joueur et de créer des personnages comme Yrag et Mordenkaïnen.
Afin de faire de la place pour les souterrains de Rob Kuntz, Gygax abandonne son dernier niveau et intègre le travail de Rob dans le complexe de Faucongris. Gygax et Kuntz continuent à développer de nouveaux souterrains pour leurs joueurs et, au moment où la campagne de Faucongris tire à sa fin en 1985, les souterrains du château comprennent plus de cinquante niveaux.

### Personnages de la campagne «maison»
Si certains joueurs participant à la campagne « maison » de Gygax et Kuntz étaient des joueurs occasionnels, qui parfois ne donnaient même pas de nom à leurs personnages, d'autres jouaient beaucoup plus fréquemment et quelques-uns de leurs personnages étaient bien connus du monde du jeu en général, avant même la publication du décor de campagne de Faucongris. 
Certains de ces personnages devinrent célèbres lorsque Gygax les mentionna dans ses divers articles, interviews et publications ; d'autres fois, c'est en créant un nouveau sortilège que Gygax utilise le nom d'un PJ magicien tiré de sa campagne, afin d'ajouter de la vraisemblance au nom du sort, comme avec la Flèche acide de Melf, Melf étant un personnage créé par son fils Luke.
Les personnages dont le nom est devenu dès l'origine synonyme de Faucongris sont :
- Murlynd : Don Kaye, l'ami de Gary Gygax, crée Murlynd en 1972 à l'occasion de la seconde séance de la campagne de Faucongris que Gygax fait jouer[41]. Gygax se souvient de Murlynd comme de la première tentative d'un joueur d'inventer un nom créatif pour un personnage ; au début, la plupart des joueurs (y compris Gygax) se basaient simplement sur leur propre nom pour créer celui de leur personnage (par exemple, Gary était Yrag, etc.)[42].

Selon Robert Kuntz, Murlynd n'obtint pas ses « six-coups » caractéristiques au cours du jeu, mais ceux-ci furent accordés au personnage en hommage à la passion de Don Kaye pour le Western. Bien que Gygax n'ait jamais autorisé l'usage de la poudre noire dans sa campagne de Faucongris, il fit une entorse pour Don Kaye en décrétant que Murlynd portait en fait deux baguettes magiques qui produisaient une détonation et lançaient de petits projectiles, mais mortels. Son nom est utilisé pour l'objet magique la Cuillère de Murlynd décrite dans le supplément Unearthed Arcana (en) ;
- Robilar : Robilar était le guerrier de Rob Kuntz. Comme Murlynd, Robilar est créé en 1972 à l'occasion de la seconde séance d'exploration sous Castel Gryffalc ; ses caractéristiques sont tirées sur la table de la cuisine de Gygax. Celui-ci suggère à Kuntz le nom de Robilar, d'après le personnage secondaire de son roman court, The Gnome Cache[46]. Comme Kuntz est un joueur régulier, Robilar devient rapidement riche et puissant. À mesure que la Cité-Franche de Faucongris se développe, il devient également le propriétaire secret de l'Auberge du Dragon Vert, située dans l'enceinte fortifiée, d'où il garde un œil sur les évènements de la ville[47]. Kuntz a tendance à perdre rapidement patience lorsque la partie implique plus de deux joueurs et joue souvent des aventures en solo, en tête-à-tête avec Gygax[48].

Non seulement Robilar est le premier à atteindre le 13e et dernier niveau des souterrains de Faucongris conçus par Gygax, mais en chemin il est aussi responsable de la libération de neuf demi-dieux (que Gygax ressuscita une décennie plus tard pour en faire les premières divinités de Faucongris : Iuz, Ralishaz, Trithéréon, Érythnul, Olidammara, Héronéus, Célestian, Hextor et Obad-Haï). Robilar est en outre le premier à pénétrer dans le Temple du Mal Élémentaire et à en triompher complètement. Robilar libère également la démone Zuggtmoy de sa prison au centre du Temple. Kuntz raconta plus tard que Gygax avait été atterré que son chef-d’œuvre souterrain ait été détruit par un aventurier isolé et, en guise de punition, il lança aux trousses de Robilar une armée qui le poursuivit jusqu'à son château, qu'il dut abandonner,. Robilar perdit aussi la propriété de l'Auberge du Dragon Vert ;
- Tenser : Tenser est le nom du magicien joué par le fils de Gygax, Ernie. Au tout début de Faucongris, Ernie jouait souvent avec Rob Kuntz (Robilar) et Terry Kuntz (Terik). À un moment donné, en utilisant les forces combinées de leurs loyaux compagnons d'armes, ces trois personnages parviennent à contrôler l'accès au premier niveau des souterrains de Faucongris et se mettent à piller les niveaux inférieurs[52]. Tenser remarque l'absence de Robilar et part à sa recherche ; il est ainsi le deuxième personnage à atteindre le treizième (et à l'époque dernier) niveau du complexe de Faucongris[53]. Gary Gygax incorpore le nom de Tenser à deux sortilèges, le Disque Flottant de Tenser et la Transformation de Tenser ;

- Térik : Térik (ou Téric) est un personnage créé par Terry Kuntz. Du temps que Terik, Tenser et Robilar contrôlaient le premier niveau des souterrains de Faucongris, ils partaient souvent à l'aventure tous les trois[47]. Terik remarqua l'absence de Robilar et de Tenser et partit à leur recherche. Il fut ainsi le troisième et dernier personnage à atteindre le dernier niveau des souterrains originaux de Gygax[47] ;

- Le cousin d’Érac : Au début, Ernie, le fils de Gary Gygax, jouait un personnage qu'il avait baptisé « Érac ». Plus tard, il crée un magicien qui, pour des raisons personnelles liées à son passé, refusait de révéler son nom et ne se référait à lui-même que comme « le cousin d’Érac ». Gary Gygax savait qu'Ernie aimait les histoires de Barsoom d'Edgar Rice Burroughs, et à un moment, il transporta le cousin d’Érac sur une planète Mars proche de celle de Barsoom[47] où les habitants refusaient de laisser le magicien faire usage de sa magie. Le cousin d’Érac fut contraint de devenir un guerrier et appris à se battre de manière redoutable avec une arme dans chaque main. Il finit par arriver à revenir sur Tærre en se téléportant, mais lorsqu'il acquit deux épées vorpales, Rob Kuntz et Gary Gygax décidèrent qu'il était devenu trop puissant[47] et l'attirèrent dans les griffes d'un démon. Le démon l'emporta dans un plan alternatif qui aspira la magie des lames et les détruisit ;

- Yrag : Ce guerrier fut le premier personnage de Gygax après l'officialisation de Kuntz comme co-MD[54] et Gygax a souvent fait référence aux nombreuses aventures d'Yrag dans ses articles et interviews. Le nom Yrag est simplement Gary épelé à l’envers ;

- Mordenkaïnen : Il s'agit sans doute là du personnage le plus célèbre de Gygax et aussi de son favori[55]. Mordenkaïnen est créé au début de l'année 1973[56] et son nom est tiré de la mythologie finnoise[57]. Comme il le joue constamment, souvent avec Rob Kuntz en tant que MD, Gygax fait de Mordenkaïnen un puissant personnage. Gygax n'a jamais révélé exactement combien Mordenkaïnen était puissant, se contentant de déclarer que le mage avait « vingt-et-quelques niveaux »[58]. Même des années après qu'il eut joué Mordenkaïnen pour la dernière fois, il se refusait à dévoiler le moindre des pouvoirs ou possessions de celui-ci[59]. Nombre de sorts de la première édition de D&D portent son nom, tel que le Molosse fidèle de Mordenkaïnen, les Élucubrations de Mordenkaïnen ou l'Épée de Mordenkaïnen ;

- Bigby : Bigby commence sa carrière en tant que personnage non-joueur, un sorcier maléfique de bas niveau dans les souterrains de Faucongris de Rob Kuntz. Gary Gygax, qui incarnait Mordenkaïnen, parvint à le maîtriser et força Bigby à devenir son serviteur. Après une longue période et plusieurs aventures, Mordenkaïnen parvint à convaincre Bigby de laisser ses manières maléfiques derrière lui et Kuntz décida que Bigby, d'ennemi était devenu un loyal compagnon d'armes ; en conséquence Gygax pu prendre possession de Bigby et en faire un personnage joueur[60],[61].

Par la suite, Gygax fait de Bigby un magicien dont la puissance ne cède qu'à Mordenkaïnen et utilise son nom pour décrire une série de sorts manuels : Main broyeuse de Bigby et Poigne agrippeuse de Bigby. Pendant un moment après cela, Rob Kuntz décrète que les noms de tous les futurs compagnons d'armes de Mordenkaïnen devraient rimer avec Bigby. Ce qui eut pour conséquence Zigby le nain, Rigby le clerc, Sigby Griggbyson le guerrier, Nigby l'apprenti de Bigby et Digby le nouvel apprenti de Mordenkaïnen qui remplaça Bigby ;
- Melf : Melf est un personnage elfe créé par Luke Gygax, le fils de Gary. Après avoir tiré les caractéristiques de son elfe et rempli le reste sa feuille de personnage, Luke ne parvint pas à trouver un nom pour son personnage ; il utilisa simplement ce qui était écrit au sommet de la feuille de personnage : M Elf (c'est-à-dire Male Elf, « elfe de sexe masculin »). Gary Gygax emprunta le nom de Melf pour le sort Flèche acide de Melf[63] ;

- Rary : Rary est un magicien créé par Brian Blume qui ne le joua que jusqu'au niveau 3, moment où Blume, qui avait atteint son objectif (qui était de pouvoir l'appeler « Rary le Médium ») le mit à la retraite[64]. Gygax emprunta son nom pour les sorts Mémorisation de Rary et Lien télépathique de Rary ;

- Otto : Otto, comme Bigby, commence sa carrière en tant que sorcier maléfique non-joueur dans les souterrains de Faucongris. Otto est vaincu en combat par Tenser et Robilar et, lorsqu'il se met en demeure de choisir un maître, il choisit de servir Robilar, devenant de la sorte un personnage contrôlé par Rob Kuntz, le créateur de Robilar. Par la suite, Otto accompagne Robilar dans ses nombreuses aventures, y compris la destruction du Temple du Mal Élémentaire par Robilar[47]. Gary Gygax emprunte le nom d'Otto pour le sort Danse irrésistible d'Otto ;

- Drawmij : Drawmij est un magicien créé par Jim Ward ; Drawmij est simplement son nom à l'envers. Gygax emprunte le nom de Drawmij pour le sort Invocation instantanée de Drawmij ;

- Le Cercle des Huit : Au moment où les personnages de Gygax à Faucongris ont acquis collectivement à la fois assez de richesses pour qu'il soit devenu difficile de la dépenser, et une armée de métier pouvant rivaliser avec celles de certaines nations, il rassemble ses huit personnages — Mordenkaïnen (magicien), Yrag (guerrier), Bigby (magicien), Rigby (clerc), Zigby (nain), Felnorith (guerrier), Vram (elfe) & Vin (elfe) — pour former « le Cercle des Huit ».

En mettant en commun les ressources de ces personnages, Gygax fait construire aux Huit une forteresse au beau milieu d'une contrée maléfique, de manière à n'avoir pas à voyager bien loin pour trouver l'aventure.
Après que trois ans se furent écoulés sur Faucongris, le résultat fut la Citadelle d'Obsidienne, un château octogonal qui abritait le Cercle des Huit et ses troupes,.

### Les débuts de Faucongris

#### La Tærre
Dans le premier numéro de The Dragon publié en juin 1976, Gygax préfaça le Chapitre 1 de son feuilleton The Gnome Cache avec une note selon laquelle le décor de l'histoire, la Tærre, était très semblable à notre Terre en termes de géographie.

#### Premières divinités
L'une des facettes de la culture que Gygax n'aborda pas au cours des premières années de sa campagne est la religion organisée. Comme sa campagne était surtout construite autour des besoins de personnages de bas niveau, il ne pensait pas que des divinités spécifiques étaient nécessaires, car les interactions directes entre un dieu et un personnage de bas niveau étaient plus qu'improbables. 
Certains de ces joueurs s'emparèrent de la question et firent appel aux divinités scandinaves ou grecques telles Odin ou Zeus, ou même au Crom de Conan le Barbare dans les situations désespérées. Cependant, certains des joueurs voulaient que Gygax crée et personnalise une divinité spécifique afin que leurs personnages clercs reçoivent leurs pouvoirs divins de quelqu'un de moins ambigu que « les dieux ». Gygax, en plaisantant, créa deux dieux : Saint Cuthbert — qui amenait les incrédules à son point de vue à grands coups de gourdin — et Pholtus, dont les adorateurs fanatiques refusaient de croire à l'existence des autres dieux. Et parce que ces deux divinités représentaient des aspects du Bien, Gygax finit par créer quelques divinités maléfiques pour fournir matière à infamie.

##### Saint Cuthbert
La première mention officielle de Saint Cuthbert (orthographié "St. Cuthburt") fait référence à une chapelle et se trouve dans le second numéro de Dragon, au Chapitre 2 de la nouvelle de Gary Gygax publiée en feuilleton The Gnome Cache, qui se déroule à Faucongris. 
Le nom de Saint Cuthbert fut inspiré par le véritable Saint Cuthbert de Lindisfarne (634-687). Il y a des subtiles allusions dans d'autres publications (dont une nouvelle dans Dragon no 100) que Saint Cuthbert de Faucongris et Saint Cuthbert de Lindisfarne étaient conçus comme étant la même personne, ou du moins que le premier avait connaissance du second.
Les premières caractéristiques formelles de Saint Cuthbert pour le jeu de rôle Donjons et Dragons furent livrées dans "The Deities and Demigods of the World of Greyhawk" de Gary Gygax dans le n°67 de Dragon (1982), où son alignement était alors indiqué comme bon loyal (tendance neutre loyal). Saint Cuthbert fut par la suite détaillé dans le World of Greyhawk Fantasy Game Setting (1983) et dans Greyhawk Adventures (1988).
Un scénario paru dans Dragon no 100 (1985) impliquait la récupération de la "Masse de Cuthbert" dans le "monde réel" de la Terre, dans un musée de Londres. Selon ce scénario, Saint Cuthbert avait caché son arme favorite là de manière à la conserver en sécurité dans un monde où la magie n'existait pas et où, par conséquent, personne n'avait la moindre raison de soupçonner que cette arme médiévale puisse avoir quoi que ce soit de spécial.
Saint Cuthbert est l'une des divinités décrites dans le supplément From the Ashes (1992), du monde de Faucongris, et apparaît également dans Greyhawk: L'aventure commence (1998).
Son rôle dans la cosmologie du décor de campagne Planescape est précisé dans le supplément On Hallowed Ground (1996); dans le supplément Warriors of Heaven (1999), il est décrit comme l'une des déités bonnes que les célestes peuvent servir.
Saint Cuthbert est l'une des divinités décrites dans le Manuel des joueurs de cette nouvelle édition. Le rôle de Saint Cuthbert dans le monde de Faucongris de la 3e édition est défini dans l'Atlas de Greyhawk. Il y est décrit comme une divinité neutre loyale (bien que toujours intolérante envers le Mal) qui porte une attention particulière au châtiment et à la punition des péchés. Le châtiment était auparavant la sphère d'influence première du dieu Trithéréon, qui n'apparaît pas dans ce livre.
Saint Cuthbert est également détaillé dans le supplément Dieux et Demi-dieux.
Saint Cuthbert est présent dans l'édition révisée du Manuel des joueurs (2003). Son clergé est détaillé pour cette édition dans le Codex Divin (2004).
Dans le no 358 de Dragon(2007), l'article de Sean K Reynolds intitulé "Core Beliefs"  a officiellement rendu à Saint Cuthbert son alignement bon loyal (tendance neutre loyal).
Écrits religieux
- Saint Cuthbert et le Bon Sens. Ce petit livre, d'environ trente pages, utilise un langage simple pour expliquer les principes de la foi de Saint Cuthbert. Une certaine interprétation personnelle est admise, mais l'essentiel (obéir à la loi, faire preuve de bonté et de bon sens) reste le même. On conseille à ceux qui n'arrivent pas à se montrer à la hauteur des vertus cardinales de se tourner vers leur communauté pour y trouver conseil et soutien, et pour prier Saint Cuthbert de dissiper leur confusion. Des copies de Saint Cuthbert et le Bon Sens sont généralement transcrites à la main dans des caractères faciles à lire, parfois accompagnés de dessins simples; des enluminures dorées et une calligraphie sophistiquée ne seraient pas en harmonie avec l'esthétique cuthbertienne[87].

- Contes d'un vulgaire idiot. Ce livre est une infâme hérésie aux yeux des Cuthbertiens, en particulier ceux de l’Ordre des Étoiles, qui tentent d'en détruire jusqu'au dernier exemplaire. L'ouvrage prend la parabole cuthbertienne traditionnelle du Sage Fou et la déforme de telle sorte qu'au lieu de venir à bout de ses problèmes grâce au bon sens, ce personnage se vautre dans le larcin et la luxure. Les non-cuthbertiens n'y voient qu'une parodie humoristique des sermons collé-monté des Cuthbertiens, mais l’Église désapprouve. Une petite minorité de fidèles prennent à la lettre les Contes d'un vulgaire idiot et incorporent ses "conseils" à leur façon de vire et c'est précisément le genre de comportement que l'Ordre des Étoiles tente d'éradiquer[87].

Jours saints
- Jour de la Saint Cuthbert. Célébré le 4 Regain, le jour de la Saint Cuthbert est la fête liturgique principale de l’Église de Saint Cuthbert. Il comprend le rassemblement des locaux et des pèlerins aux portes de la cité à l'aube et un défilé accompagné de cantiques le long d'une artère majeure jusqu'au temple ou à l'autel local. Les enfants essayent de frapper tous ceux qu'ils peuvent toucher avec des badines, une coutume connue sous le nom de "nettoyage". Arrivés à destination, un clerc expose une réplique de la Masse de Cuthbert et les participants s'attablent pour un grand festin qui dure de midi à la tombée de la nuit, puis se rassemblent autour d'un feu de joie du crépuscule à minuit ce qui, pensent les fidèles, éloigne les malédictions et la mauvaise fortune[87].

- Jour de l'Aumône du Pain. Il s'agit là d'une coutume récente qui a vu le jour après la Grande Guerre et qui était à l'origine un acte de charité destiné aux réfugiés. Par la suite, c'est devenu un jour dédié à la nourriture des pauvres en général. Les Cuthbertiens saisissent cette occasion pour prêcher et convertir de nouveaux fidèles, tout en assurant la sécurité des opérations. Les cultes de Pélor et Rao y participent également[87].

Mythes et légendes
- Le Saint parmi nous. C'est l'une des histoires sur les origines de Saint Cuthbert comme berger mortel vivait il y a longtemps une vie simple, irréprochable et charitable. Il fut récompensé par les Dieux en étant amené sur Tærre où il parcourut le monde comme un saint homme qui enseignait aux méchants la vanité de leur façon de vivre. Il finit par devenir un dieu; la légende a pour ambition de guider les autres par la vertu de l'exemple[87].

- Paraboles du Sage Fou. Les histoires orthodoxes dont les Contes d'un vulgaire idiot ne sont qu'une parodie, parlent d'agriculture, d'élevage, d'artisanat, des bêtes sauvages qu'il faut repousser, de combat et autres activités triviales. Le protagoniste, le Sage Fou, est habituellement dépeint comme un portrait de Saint Cuthbert, un homme jeune ou dans la force de l'âge avec un béret froissé, qui vient à bout d'antagonistes bien intentionnés mais suffisants à l'aide du simple bon sens. Nombres des proverbes courants en usage chez les Cuthbertiens sont attribués au Sage Fou. Ces livres sont souvent illustrés et des peintures simples représentants le Sage Fou sont fréquentes dans les chapelles rurales[87].

- Le garçon qui criait au loup. Ce conte, peut-être importée par Saint Cuthbert lui-même d'un autre monde, raconte l'histoire d'un berger qui raconte des mensonges à propos d'attaques de loup et que par conséquent, on ne croit pas lorsqu'un loup attaque réellement. Une variation de cette histoire s'appelle "Le garçon qui criait à l'orque"[87].

##### Trithéréon
Cette section ne s'appuie pas, ou pas assez, sur des sources secondaires ou tertiaires indépendantes du sujet. Le texte peut contenir des analyses inexactes ou inédites de sources primaires.
Pour l'améliorer, ajoutez-en, ou placez des modèles {{Source secondaire souhaitée}} ou {{Source secondaire nécessaire}} sur les passages mal sourcés. (octobre 2012)
Dans l'univers de Faucongris Trithéréon est le dieu de l'Individualité, de la Liberté, des Représailles et de l'Auto-défense. Cette divinité est l'ennemi du mal et de l'oppression. Son amour de la liberté provoque parfois des conflits avec d'autres divinités du Bien, comme Pholtus et Héronéus. Bralm le déteste à cause de sa défense de l'individualisme. Trithéréon est un allié fidèle du héros divin Krovis, ainsi que de Kurell. Lorsqu'il se manifeste, Trithéréon apparaît souvent en compagnie de trois animaux invoqués : Nemoud le Dogue, Harrus le Faucon et Carolk le Lézard marin.
Trithéréon fait sa première apparition dans le jeu "Donjons et Dragons" à l'occasion d'un article signé Gary Gygax intitulé "The Deities and Demigods of the World of Greyhawk" et paru dans le numéro 68 du magazine Dragon. Il est par la suite détaillé dans le supplément World of Greyhawk Fantasy Game Setting et dans le livre Greyhawk Adventures. Trithéréon réapparaît ensuite parmi les divinités décrites dans la boîte de jeu "From the Ashes" destinée au décor de campagne de Faucongris et apparaît dans le supplément "Greyhawk: L'Aventure commence".
Son rôle dans la cosmologie de la campagne Planescape est détaillé dans le supplément "On Hallowed Ground". Dans le supplément "Warriors of Heaven", il est décrit comme l'une des divinités du Bien que peuvent servir les Célestes. Au temps de la troisième édition du jeu (2000-2002), Trithéréon n'apparaît pas dans le "Manuel des Joueurs" de la 3e édition, mais son rôle dans la campagne de Faucongris est défini dans l'Atlas de Greyhawk.

#### Roman dans l'univers de Faucongris
En 1976, Gygax invita l'écrivain de science-fiction et de fantasy Andre Norton à jouer à Donjons et Dragons dans son Monde de Faucongris. Par la suite, Norton écrivit Quag Keep (Fort Quag), l'histoire d'un groupe de joueurs qui voyagent du monde réel à la Tærre. C'est le premier roman dont l'action se situe, au moins en partie, dans le monde de Faucongris et, selon Alternative Worlds, le premier à être basé sur D&D. Un extrait de Quag Keep fut publié dans le numéro 12 de The Dragon de février 1978 juste avant la publication du livre.

#### Premières aventures
Entre 1976 et 1979, Gygax partagea également quelques aperçus de sa campagne personnelle avec d'autres joueurs en localisant plusieurs aventures de Donjons et Dragons publiées par TSR dans le monde de Faucongris :
- Lost Caverns of Tsojconth (1976 ; rééditée en 1982 sous le nom S4 - The Lost Caverns of Tsojcanth (en)) ;
- S1 - Tomb of Horrors (en) (1978) ;
- G1 - Steading of the Hill Giant Chief (en) (1978)[99] ;
- G2 - Glacial Rift of the Frost Giant Jarl (en) (1978)[99] ;
- G3 - Hall of the Fire Giant King (en) (1978)[99] ;
- D1 - Descent into the Depths of the Earth (en) (1978)[99] ;
- D2 - Shrine of the Kuo-Toa (en) (1978)[99] ;
- D3 - Vault of the Drow (en) (1978)[99] ;
- T1 - The Village of Hommlet (en) (1978).

Par ailleurs, Lawrence Schick situa son aventure intitulée « S2 - White Plume Mountain (en) » et publiée par TSR en 1979 dans le monde de Faucongris.

## LivretThe World of Greyhawk(1980)
The World of Greyhawk (en) (TSR 9025) est constituée d'un livret de 32 pages à couverture souple (cette première édition est souvent désignée comme l'édition « folio » du World of Greyhawk pour la distinguer des éditions ultérieures) et d'une carte de la Flannesse de 86 x 112 cm en deux volets. 
À l'origine, TSR avait l'intention de publier The World of Greyhawk au début de l'année 1979, mais il ne fut pas publié avant août 1980. 
En 1975, Gary Gygax et Robert J. Kuntz publient un livret intitulé Supplement I: Greyhawk (en), un complément aux règles de Donjons et Dragons basé sur leurs expériences de jeu dans la campagne de Faucongris. Bien qu'il détaille de nouvelles classes de personnage et de nouveaux sorts développés dans les culs de basse-fosse de Castel Gryffalc, il ne contient aucun détail de leur monde. Les deux seules références à Faucongris sont une illustration d'une grande tête de pierre dans un couloir souterrain intitulée Le Grand Visage de Pierre, Énigme de Faucongris et la mention d'une fontaine au deuxième sous-sol des souterrains qui dégorgeait en permanence une infinité de serpents.
En 2004, le livre 30 Years of Adventure: A Celebration of Dungeons & Dragons (en) laisse entendre que des détails de la campagne personnelle de Faucongris de Gygax étaient révélés dans ce livret, mais en 1975, Gygax n'avait aucune intention de publier les détails du monde de Faucongris, car il croyait que les nouveaux joueurs de Donjons et Dragons préfèreraient créer leurs propres mondes plutôt que d'utiliser celui de quelqu'un d'autre. De plus, il ne voulait pas publier tout le matériel qu'il avait créé pour ses joueurs ; il estimait peu probable de récupérer l'investissement que représentaient les milliers d'heures passées dessus ; et comme ses secrets auraient été révélés à ses joueurs, il aurait été contraint de recréer un nouveau monde pour eux après cela.
Avec la publication du Manuel des joueurs d'AD&D en 1978, de nombreux joueurs furent intrigués par les références aux personnages de Faucongris présents dans le nom des sorts, tels Disque flottant de Tenser, Main broyeuse de Bigby ou Molosse fidèle de Mordenkaïnen. Le Guide du Maître de Donjon d'AD&D, publié l'année suivante, faisait également référence aux souterrains de Castel Gryffalc. La curiosité des joueurs fut encore plus stimulée par les dix modules de Donjons et Dragons situés à Faucongris publiés entre 1976 et 1979. Plusieurs des chroniques régulières de Gygax dans Dragon Magazine mentionnaient également certains détails sur sa campagne et sur les personnages habitant son monde. Gygax fut surpris de découvrir à quel point les joueurs étaient désireux d'utiliser Faucongris comme décor de campagne.

### Géographie
En réponse à cela, Gygax change d'avis et décide de publier son monde de campagne personnel, mais avec quelques changements importants. Plutôt d'utiliser sa propre carte, qui était tout simplement la carte de la véritable Terre sur laquelle il avait rajouté les noms de cités, de villages et de régions, il décide de créer un nouveau monde nommé Tærre (Œrth en anglais). Gygax plaisanta en disant : « Prononcez-le Oi-th comme si vous étiez de Brooklyn ; c'est comme ça que je le prononce. Cela agace tous ceux qui prennent les mondes imaginaires beaucoup trop au sérieux ». 
Une fois esquissée la planète entière,, Gygax décide de concentrer ses premiers efforts sur un petit coin du monde, un hémisphère de la Tærre dominé par un continent massif nommé Œrik. 
Gygax demande alors à l'imprimeur de TSR quelle est la taille maximale de la feuille de papier qu'il pouvait traiter ; la réponse est 86 x 56 cm. Gygax réalise alors que, en utilisant l'échelle désirée, il ne couvre que l'extrémité nord-est du continent d'Œrik sur deux feuilles,. Il ne fournit donc des informations que sur moins d'un quart de la masse continentale de la Tærre et se concentre sur l'est du continent d'Œrik qui serait illustrée par sa carte.
Pour chaque État, Gygax ne donne qu'une description des plus sommaires ; il s'attend à ce que les MDs adaptent le monde pour en faire une partie intégrante de leurs propres campagnes. Afin de donner au décor de campagne autant de flexibilité que possible quant au cadre géographique, sa carte comprend des étendues arctiques, des déserts, des forêts tempérées, des jungles tropicales, des cordillères montagneuses, des mers et des océans, des rivières, des archipels et des volcans. Il place la cité et le castel de Faucongris à peu près au centre de la carte, dans une région jouissant d'un climat tempéré semblable à celui de Lake Geneva. Quant aux régions qui environnaient la Cité-Franche de Faucongris sur son ancienne carte, certaines resteront relativement proches de la cité de Faucongris ; par exemple, la rivalité entre les cités de Dyves, Âprebaie et Faucongris était l'un des traits saillants de la campagne de Gygax, les trois cités sont donc placées à proximité les unes des autres. Cependant, la plupart des autres régions furent placées plus loin, éparpillées sur la nouvelle carte. Gygax ajoute également de nombreuses régions, pays et cités nouvelles, portant le nombre d’États à soixante.
Devant la nécessité de trouver des noms originaux pour tous les lieux et États de sa carte, Gygax a parfois recours à des jeux de mots basés sur les noms d'amis et de relations. Par exemple, la Pérennelande fut baptisé d'après Jeff Perren, qui a coécrit les règles de Chainmail avec Gygax ; Urnst est un homophone d'Ernst (son fils Ernie) ; et Sunndi (Solandie) est presque l'homophone de Cindy, un autre enfant de Gygax. À partir du prototype de carte de Gygax, Darlene Pekul (en), une artiste indépendante de Lake Geneva, dessine une carte en couleur sur une grille hexagonale. Gygax est tellement enthousiasmé par le résultat final qu'il transporte rapidement sa campagne personnelle de Faucongris dans le monde nouvellement créé.

### Histoire et politique
Gary Gygax entreprend alors de créer un monde désorganisé où le chaos et le mal sont à leur apogée et où l'on a besoin de courageux champions. Afin d'expliquer comment le monde en est arrivé à ce stade, il écrit une chronologie embrassant mille ans d'histoire. En tant que fan d'histoire militaire, il est parfaitement familiarisé avec le concept de vagues migratoires, comme l'invasion des Pictes de Grande-Bretagne par les Celtes, qui furent à leur tour envahis par les Romains.
En créant une trame historique similaire pour son monde, Gygax décide qu'un millénaire avant le début de sa campagne, l’extrémité nord-est du continent a été occupée par une peuplade pacifique, mais primitive nommés les Flannas, dont le nom a donné celui de cette partie d'Œrik, la Flannesse. À ce moment, loin à l'ouest de la Flannesse, deux peuples, les Baklunis et les Suellois, se livraient à une guerre sans merci. La guerre atteignit son apogée lorsque les deux parties utilisèrent une puissante magie pour s'annihiler mutuellement, au cours d'un évènement appelé les Cataclysmes Jumeaux. Les survivants de ces désastres furent chassés de leurs terres et les Suellois envahirent la Flannesse, forçant les Flannas à se réfugier en marge du continent. Plusieurs siècles plus tard, de nouveaux envahisseurs apparurent, les Œridiens et à leur tour, ils repoussèrent les Suellois vers le sud. L'une des tribus des Œridiens, les Ærdiens, commença à bâtir un empire. Plusieurs siècles plus tard, le Grand-Royaume d'Ærdie régnait sur la plus grande partie de la Flannesse. Les Grands-Rois d'Aerdie marquèrent le commencement de ce qu'ils croyaient être la Paix Perpétuelle avec l'An 1 d'un nouveau calendrier, le Calendrier Commun. Cependant, plusieurs siècles plus tard, l'Empire devint décadent, la santé mentale de ses dirigeants s'éroda, ils se tournèrent vers le mal et réduisirent leur peuple en esclavage. Lorsque le Grand-Roi Ivid V monta sur le trône, les peuples opprimés se rebellèrent. C'est cette date, l’année 576 AC, que Gygax choisit pour le Monde de Faucongris. Comme il l'écrit dans son World of Greyhawk : 
« L'état actuel de la Flannesse est une véritable confusion. L'humanité est fragmentée entre royaumes isolationnistes, nations indifférentes, contrées maléfiques et États s'efforçant de soutenir la cause du Bien. »
Gygax ne publia pas de mises à jour mensuelles ou annuelles de l'état du monde tel que présenté dans l'édition folio car il considérait 576 AC comme une date de départ commune pour tous les joueurs ; et parce que chaque campagne avance à son propre rythme, il n'y avait aucun moyen de publier des mises à jour pertinentes pour tout Maître de donjon.
Gygax était également conscient que les différents joueurs utiliseraient ce monde pour différents usages. Lorsqu'il était le Maître de Donjon de sa propre campagne, il réalisa que ses joueurs s'intéressaient plus aux expéditions dans les souterrains qu'à la politique ; mais lorsqu'il changea de rôle et devint joueur, souvent en tête-à-tête avec Rob Kuntz comme MD, Gygax plongea ses personnages dans la politique et les batailles à grande échelle. Sachant que certains joueurs chercheraient simplement une ville où baser leur campagne tandis que d'autres s'intéresseraient à la politique ou aux guerres, Gygax tenta d'inclure autant de détails que possible sur chaque pays, y compris une courte description de la région et de ses gens, le titre de son dirigeant, la composition ethnique de sa population, ses ressources et ses villes principales, ainsi que ses alliés et ennemis.
Pour la même raison qu'il avait créé une grande diversité de cadres géographiques, politiques et ethniques, il fit tout son possible pour créer un monde comportant du bien, du mal et des zones non définies. Il savait que certains joueurs préféreraient jouer dans un pays majoritairement bon et combattre le mal qui le menace ; d'autres voudraient faire partie d'un pays maléfique ; et d'autres encore prendraient une posture neutre et essayeraient simplement d'amasser de l'or et des trésors auprès des autres factions.

### Réception
Les critiques le reçurent favorablement, mais certains firent remarquer l'absence d'un panthéon de divinités spécifiques à Faucongris, ainsi que l’absence de toute mention aux tristement célèbres souterrains de Castel Gryffalc.
Le créateur de jeu Jim Bambra (en) jugea la publication originale « décevante », parce « [qu']elle ne contient que les informations qu'on a pu bourrer dans un livret de 32 pages, en particulier lorsque l'on couvre un spectre aussi étendu ».

## Entre deux éditions (1980–1983)
Avant la publication de l'édition « folio », Gygax avait prévu de publier des informations supplémentaires, par le biais de sa chronique « From the Sorcerer's Scroll » qui paraissait sur une base semi-régulière dans le magazine Dragon de TSR.
Dans le numéro de mai 1980, Gygax donne un rapide aperçu du développement de son nouveau livret The World of Greyhawk (en). Pour les joueurs qui avaient prévu d'utiliser des tactiques militaires à grande échelle, il fournit des détails sur les armées privées commandées par des personnages importants de Faucongris dans la campagne originale : Bigby, Mordenkaïnen, Robilar, Tenser et le cousin d’Érac. Gygax mentionne également certaines des publications prévues pour Faucongris et qu'il supervise : une carte à grande échelle de la Cité de Faucongris ; des modules d'aventure situés à Faucongris ; une carte supplémentaire des contrées extérieures à la Flannesse ; les cinquante niveaux des souterrains de Castel Gryffalc ; et des règles de combat d'armées pour les figurines. Cependant, aucun de ces projets ne fut publié par TSR, à l'exception de quelques modules d'aventure.
Bien que Gygax ait à l'origine l’intention de publier immédiatement plus d'informations sur Faucongris dans Dragon avec des articles réguliers, d'autres projets surgissent et ce n'est pas avant le numéro d'août 1981 de Dragon que Len Lakofka, dans sa rubrique intitulée la Minuscule Hutte de Léomund, définit les méthodes pour déterminer le lieu de naissance et les langues parlées par un personnage. Gygax ajoute un addendum sur l'apparence physique pour les principales ethnies de Faucongris. Dans le numéro de novembre 1981, Gygax donne de plus amples détails sur les caractéristiques raciales et les modes vestimentaires.
Dans le numéro de décembre 1982, David Axler propose un système pour déterminer le climat du monde de Faucongris. Gygax dira plus tard qu'il estimait qu'un système de quatorze tables pour déterminer le temps qu'il fait était trop encombrant et que personnellement, il ne l'utilisait pas dans sa campagne.

### Géopolitique
L’édition folio comptait trente-deux pages et les informations sur chaque région y étaient décrites en un court paragraphe ou deux. Gygax réalisa que certains joueurs avaient besoin d'informations plus approfondies sur les motivations et les aspirations de chaque région, ainsi que sur l'histoire des interactions avec les contrées environnantes. Avec ceci à l'esprit, Gygax décida de publier une description bien plus consistante de chaque région dans Dragon Magazine. 
Les deux premiers articles, couvrant dix-sept régions, parurent dans les numéros de décembre 1981 et janvier 1982,. En raison de son implication dans nombre d'autres projets TSR, Gygax délégua la responsabilité de compléter ce projet à Rob Kuntz, qui se chargea des quarante-trois autres régions dans les numéros de mars, juillet et septembre 1982,.

### Les divinités de la Tærre
Dans le numéro de Dragon d'août 1982, Gygax donnait un conseil sur la manière d'adapter des déités précédemment parues dans le supplément Deities and Demigods (en) pour les cultes des peuples non humains du monde de Faucongris. Quelques mois plus tard, il publie dans les numéros de novembre 1982 à mars 1983 de Dragon une série de cinq articles définissant un panthéon de divinités conçues sur mesure pour le monde de Faucongris. À ses divinités originales, Saint Cuthbert et Pholtus, Gygax ajoute dix-sept autres dieux. Bien que les versions ultérieures du décor de campagne assigneront la plupart de ces divinités à l’adoration de peuples humains spécifiques, à l'origine elles étaient vénérées de manière générale par tous les humains de Flannesse.
Peu après la sortie de l'édition à couverture souple (1980 - jamais traduit en français), TSR publia le module d'aventure « C1 - The Hidden Shrine of Tamoachan (en) », destiné à familiariser les joueurs avec les Olmans de la Jungle d'Amédio. Largement basé sur les cultures Aztèques et Inca, cette aventure introduisit les premières divinités publiées pour la campagne de Faucongris : Mictlantecuhtli, le dieu de la mort, de l'obscurité, du meurtre et de l'au-delà ; Tezcatlipoca, le dieu du soleil, des lunes, de la nuit, des complots, des trahisons et de la foudre ; et Quetzalcóatl, le dieu de l'air, des oiseaux et des serpents. Cependant, cette région de la Flannesse ne fut pas explorée davantage dans les suppléments et les aventures de TSR, et ces trois dieux restèrent isolés du panthéon principal pendant presque vingt ans.

### Personnages non-joueurs
Dans le numéro de mars 1983 de Dragon, se trouvait également inclus un article détaillant quatre personnages unique de Faucongris. Les deux premières quasi-déitiés (Heward et Kéoghtom) avaient été créées par Gygax en tant que personnages non-joueurs (PNJs). Le troisième, Murlynd, était un personnage créé par l'ami d'enfance de Gygax, Don Kaye, avant son décès précoce en 1975. Le quatrième, un héros-divin du nom de Kélanen, fut développé afin d’illustrer le « principe de progression dans le pouvoir ».

### Aventures publiées après le livret
Des dix aventures situées à Faucongris publiée par TSR avant l’édition folio, toutes avaient été écrites par Gygax, sauf une. 
Cependant, les informations rendues récemment disponibles à propos du monde de Gygax et le désir de TSR d'en faire un point central de Donjons et Dragons encouragèrent de nombreux nouveaux auteurs à localiser leurs aventures à Faucongris. Ceci, combiné au fait que Gygax s'impliquait de plus en plus dans d'autres activités de la société, eut pour conséquence que sur les dix-sept aventures à Faucongris publiées dans les deux ans qui suivirent l'édition folio, seules quatre ont été écrites ou coécrites par Gygax :
- S3 - Expedition to the Barrier Peaks, (Gary Gygax, 1980) ;
- A1 - Slave Pits of the Undercity (en), (David Cook, 1980) ;
- A2 - Secret of the Slavers Stockade (en), (Harold Johnson & Tom Moldvay, 1981) ;
- A3 - Assault on the Aerie of the Slave Lords (en), (Allen Hammack, 1981) ;
- A4 - In the Dungeons of the Slave Lords (en), (Lawrence Schick, 1981) ;
- Q1 - Queen of the Demonweb Pits (en), (David C. Sutherland III & Gary Gygax, 1980)[99] ;
- C1 - The Hidden Shrine of Tamoachan (en), (Harold Johnson & Jeff R. Leason, 1980) ;
- C2 - The Ghost Tower of Inverness (en), (Allen Hammack, 1980) ;
- I1 - Dwellers of the Forbidden City (en), (David Cook, 1981) ;
- L1 - The Secret of Bone Hill (en), (Lenard Lakofka, 1981) ;
- U1 - The Sinister Secret of Saltmarsh (en), (Dave Browne & Don Turnbull, 1981)] ;
- U2 - Danger at Dunwater (en), (Dave Browne & Don Turnbull, 1982) ;
- N1 - Against the Cult of the Reptile God (en), (Douglas Niles, 1982) ;
- WG4 - The Forgotten Temple of Tharizdun (en), (Gary Gygax, 1982) ;
- S4 - The Lost Caverns of Tsojcanth (en), (Gary Gygax, 1982); originellement publié sous le titre Lost Caverns of Tsojconth en 1976 ;
- U3 - The Final Enemy (en), (Dave Browne & Don Turnbull, 1983) ;
- L2 - The Assassin's Knot (en), (Lenard Lakofka, 1983).

En 1981, TSR publia également les « super-modules » D1-2 - Descent into the Depths of the Earth (en) et G1-2-3 - Against the Giants (en), deux compilations de modules précédemment publiés respectivement dans les séries Drow et Géant.
De nombreux projets étaient prévus pour approfondir et ajouter des détails au décor de campagne après la publication du livret original, mais la plupart d'entre eux ne virent jamais le jour pour diverses raisons.

## Boîte de jeuWorld of Greyhawk(1983)
En 1983, TSR publie une boîte de jeu complète sur le décor de campagne de Greyhawk, intitulée World of Greyhawk (en), qui est désignée habituellement sous le terme « la boîte de Greyhawk » pour la différencier des autres éditions. 
Selon le concepteur de jeux Jim Bambra (en), « la deuxième édition était bien plus consistante que la première et avait pour ambition de faire du Monde de Faucongris un endroit plus détaillé et plus vivant ». 
Cette édition voit son nombre de pages quadrupler par rapport à l'édition originale, pour la porter à 128 pages et ajoute des informations nettement plus détaillées. L'un des ajouts majeurs est l'apparition d'un panthéon divin : en plus des dix-neuf divinités définies par Gygax dans son article de Dragon, trente et unes nouvelles déités sont ajoutées, même si seules trois d’entre elles bénéficient d'une description complète de leurs sphères d'influence et de leurs adorateurs. Ceci porte le nombre de divinités de Faucongris à cinquante en tout. Pendant les huit années à venir, Faucongris sera principalement défini par les informations contenues dans cette boîte.

### Publication suivantes (1984–1985)
The World of Greyhawk (en) est la première publication dans la vision que Gary Gygax avait de la Tærre. Il avait prévu de dévoiler au cours des années suivantes d'autres régions du continent d'Œrik, en accordant à l'histoire, la géographie et la politique de chaque nouvelle région le même approfondissement que celui accordé à la Flannesse. 
Gygax a également dessiné l'autre hémisphère de la Tærre dans ses notes personnelles. Une partie de ce travail aurait dû être fait par Gygax, mais Len Lakofka et François Marcela-Froideval avaient également écrit des choses que Gygax voulait placer sur Tærre. Enfin, Frank Mentzer, consultant créatif chez TSR à l'époque, adapta quatre aventures pour le tournoi RPGA (en) prises dans son monde de campagne d’Aquaria (publié par TSR dans la série de modules R : « R1 - To the Aid of Falx (en) », « R2 - The Investigation of Hydell (en) », « R3 - The Egg of the Phoenix (en) » et « R4 - Doc's Island (en) »). Mentzer les envisageait comme la première partie d'une nouvelle campagne Aqua-œridienne située quelque part sur Tærre à l'extérieur de la Flannesse.
Cependant, à ce moment-là, Gygax passe la moitié de son temps à Hollywood à superviser les scripts de la série de dessins animés Le Sourire du dragon et à négocier la production d'un film sur D&D. Non seulement sa production personnelle sur la gamme Faucongris s'en trouve grandement réduite, mais en outre TSR commence à s'intéresser à un nouvel univers de jeu nommé Lancedragon et à y consacrer les ressources précédemment affectées à Faucongris.
Le succès de la série de modules et de romans Lancedragon éclipse le Monde de Faucongris, car TSR décide de se concentrer sur l'approfondissement et la définition du monde de Krynn. L'un des facteurs qui contribuent au succès du monde de Lancedragon lors de sa publication en 1984 est la série de romans concomitants de Tracy Hickman et Margaret Weis. Gygax réalise alors que des romans situés à Faucongris pourraient avoir le même effet positif sur son propre univers et se met à écrire Saga of Old City (en), le premier roman d'une série publiée sous le logo Greyhawk Adventures. Le protagoniste en est Gord le Fripon (en anglais Gord the Rogue) et ce premier roman raconte la transformation de l'orphelin du Bas-Quartier de la Cité-Franche de Faucongris en un voyageur et un voleur extraordinaire. Le roman est conçu pour promouvoir la vente de la boîte de jeu et fournit à cet effet des détails pittoresques sur les us et coutumes des divers pays et cités de Flannesse.
Avant même la parution de Saga of Old City en novembre 1985, Gygax écrit une suite, Artifact of Evil (en). Il écrit également une nouvelle, At Moonset Blackcat Comes, qui paraîtra dans le numéro spécial n° 100 de Dragon Magazine en août 1985 ; celle-ci présente Gord le Fripon aux joueurs juste avant la sortie de Saga of Old City.

#### Modules
Dans les deux ans qui suivent la parution de la boîte de jeu Greyhawk, TSR publie huit aventures situées à Faucongris. Cinq d'entre elles sont écrites ou coécrites par Gary Gygax, et les trois autres proviennent de la division Royaume-Uni de TSR :
- EX1 - Dungeonland (en) (Gary Gygax, 1983) ;
- EX2 - The Land Beyond the Magic Mirror (en) (Gary Gygax, 1983).

Les deux aventures de la série « EX » (pour « extension »), bien que nominalement situées sur Tærre, transportent les personnages dans une réalité alternative par le biais d'un portail planaire ;
- UK1 - Beyond the Crystal Cave (en) (Dave Brown, Tom Kirby & Graeme Morris (en), 1983) ;
- UK2 - The Sentinel (en) (Graeme Morris, 1983) ;
- UK3 - The Gauntlet (en) (Graeme Morris, 1984) ;
- WG5 - Mordenkainen's Fantastic Adventure (Robert Kuntz & Gary Gygax, 1984) ;
- WG6 - Isle of the Ape (en) (Gary Gygax, 1985) ;
- T1–4 - The Temple of Elemental Evil (en) (Gary Gygax & Frank Mentzer, 1985).

### Articles dansDragon Magazine
De 1983 à 1985, le seul supplément notable pour le Monde de Faucongris est un article en cinq parties de Len Lakofka dans les numéros de juin à octobre, et de décembre 1984 de Dragon Magazine qui détaille les dieux suellois, brièvement mentionnés dans la boîte de jeu. Dans le numéro de décembre 1984, Gygax mentionne les clercs non humains et indique que les vingt-quatre divinités demi-humaines et humanoïdes publiées dans les numéros de février à juin 1982 de Dragon sont maintenant autorisées à Faucongris ; ce qui porte le nombre de divinités de Faucongris de cinquante à soixante-quatorze.
En dehors de ces articles, Faucongris n'est mentionné qu'en passant dans trois autres numéros jusqu'à ce que Gygax publie une nouvelle de Gord the Rogue dans le numéro d'août 1985 de Dragon,,. Gygax fournit ensuite quelques errata pour la boîte de jeu dans le numéro de septembre 1985, ce qui sera la dernière mention du Monde de Faucongris dans Dragon pendant presque deux ans.

### Départ de Gygax
Peu après la sortie de la boîte de jeu, Gygax découvre que pendant son séjour à Hollywood, TSR avait rencontré de sérieuses difficultés financières. De retour à Lake Geneva, Gygax parvient à assainir la situation financière de TSR et à la remettre sur pied. Cependant, différentes visions sur le futur de TSR provoquent une lutte de pouvoir au sein de la société ; Gygax est contraint de quitter TSR le 31 décembre 1985.
Selon les termes de son accord avec TSR, Gygax garde les droits de Gord the Rogue ainsi que ceux des personnages de Donjons et Dragons dont les noms sont des anagrammes ou des versions de son propre nom, comme Yrag et Zagyg. Cependant, il perd les droits sur tout le reste de son œuvre, y compris le monde de Faucongris et les noms de tous les autres personnages jamais utilisés dans les publications de TSR.

## Période post-Gygax (1986–1987)
Après que Gygax a quitté TSR, le développement de Faucongris devient l’œuvre de nombreux écrivains et créatifs. 
Contrairement à l'idée de Gygax de développer la planète entière, l'univers ne sera jamais développé au-delà de la Flannesse et aucune œuvre d'un autre auteur ne sera jamais plus reliée aux régions inexplorées du continent d'Œrik. Selon Gygax, la politique de TSR a transformé Faucongris en quelque chose de très différent de ce qu'il avait imaginé.
En 1986, dans les mois qui suivent le déboulonnage de Gygax, TSR laisser tomber le développement de Faucongris et concentre son énergie sur un nouvel univers de campagne appelé les Royaumes oubliés. En 1986 et 1987, seuls trois modules de Faucongris seront publiés, à savoir « A1-4 - Scourge of the Slave Lords (en) », « S1-4 - Realms of Horror (en) » et « GDQ1-7 - Queen of the Spiders (en) », qui sont tous les compilations de modules déjà publiés et non des nouveautés.

### RomansGreyhawk Adventures
Les romans de Gygax, Saga of Old City (en) (paru en novembre 1985) et Artifact of Evil (en) (paru deux mois après le départ de Gygax), se révèlent être des succès et, en 1987, TSR recrute Rose Estes (en) pour continuer la série, mais sans Gord le Fripon, pour lequel Gygax conserve tous ses droits. 
De 1987 à 1989, Estes produit cinq autres romans sous le logo « Greyhawk Adventures » :
- Master Wolf[147] ;
- The Price of Power[148] ;
- The Demon Hand[149] ;
- The Name of the Game[150] ;
- The Eyes Have It[151].

### Castle Greyhawk
Dans son catalogue de l'été 1986, TSR annonce la parution d'un nouveau module pour Faucongris, WG7 - Shadowlords, une aventure de haut niveau écrite par Gary Gygax et Skip Williams. Cependant, cette publication est annulée après le départ de Gygax et le numéro de catalogue « WG7 » est réassigné à une nouvelle aventure, Castle Greyhawk (en), qui paraît en 1988. 
C'est la première nouveauté pour Faucongris depuis trois ans, mais elle n'a rien à voir avec le Castel Gryffalc original de Gygax. Au contraire, il s'agit d'une compilation de douze niveaux de souterrains humoristiques, chacun écrit par un auteur indépendant. Les calembours et les plaisanteries font souvent référence à la culture moderne (L'Incroyable Driderman, King Burger, Bugsbear Bunny et l'équipage de Star Trek) et le module comprend également une apparition du Mordenkaïnen de Gygax dans un studio de cinéma.

## Relance de la franchise (1988–1990)
En 1988, avec la fin prochaine de la première série de modules sur Lancedragon et la santé florissante des Royaumes oubliés, TSR revient à Faucongris. 

### ExtensionGreyhawk Adventures
Dans le numéro de janvier 1988 de Dragon Magazine, Jim Ward (l'un des joueurs originaux des souterrains de Faucongris, créateur du magicien Drawmij et travaillant chez TSR après le départ de Gygax) fait appel aux contributions des joueurs sur ce qui devraient, d'après eux, être inclus dans un livre d'aide de jeu sur Faucongris. Il reçoit plus de cinq cents lettres en réponse.
Dans le numéro de Dragon d'août 1988, Ward expose les idées des lecteurs qui ont été retenues et Greyhawk Adventures (en) paraît peu après en guise de réponse aux fans de Faucongris. Le livre emprunte le même titre que la gamme de romans de Rose Estes, Greyhawk Adventures, et utilise le même logo de couverture. Ce sera le treizième et dernier livre publié pour la 1re édition des Règles avancées de Donjons et Dragons.
Le contenu est conçu pour donner au Maître de donjon des idées et des occasions de jeu uniques au Monde de Faucongris, y compris de nouveaux monstres, des sorts et des objets magiques, divers reliefs géographiques, les profils de personnages importants et les avatars des dieux. Depuis le départ de Gygax, TSR n'avait publié aucun supplément pour Faucongris et de nombreuses lettres avaient demandé des idées pour de nouvelles aventures. J. Ward y répondit en incorporant six esquisses de scénario pouvant être insérées dans une campagne de Faucongris.

### The City of Greyhawk
La publication de Greyhawk Adventures (en) intervient juste au moment où TSR fait paraître la 2e édition des Règles avancées de Donjons et Dragons. 
TSR publie la boîte de jeu The City of Greyhawk (en) en 1989 sous le logo Greyhawk Adventures. Écrit par Carl Sargent et Rik Rose, ce supplément ne décrit pas la cité créée par Gary Gygax et Robert J. Kuntz, mais un nouveau plan construit à partir de références présentes dans les publications antérieures.
Cette parution remodèle le vieux Cercle des Huit de Gary Gygax pour en faire un nouveau ressort scénaristique. Au lieu d'un groupe de huit compagnons basés dans la Citadelle d'Obsidienne qui partent périodiquement combattre le mal, le Cercle devient un groupe de huit magiciens conduits par un neuvième, Mordenkaïnen l'ancien personnage de Gygax. Outre Mordenkaïnen, sept des mages sont des personnages issus de la campagne originelle de Gygax : Bigby, Otiluke, Drawmij, Tenser, Nystul, Otto et Rary. Le huitième membre est une nouvelle : la magicienne Jallarzi Sallavarian. 
Le mandat du Cercle devient d'agir comme des arbitres neutres entre le Bien et le Mal, sans jamais laisser un camp l'emporter longtemps sur l'autre. De plus, Sargent & Rose empruntent la Citadelle d'Obsidienne à Gygax, la redéfinissent comme le château de Mordenkaïnen et la localisent à un endroit non spécifié dans les Monts Yatils.
L'année suivante, en conjonction avec cette boîte de jeu, TSR publie une trilogie de modules Aventures dans le Monde de Faucongris (WGA pour World of Greyhawk Adventures) situés dans la cité et centrés autour d'un mystérieux méchant nommé The Falcon, tous trois écrits par Richard & Anne Brown :
- WGA1 - Falcon's Revenge (en) ;
- WGA2 - Falconmaster (en) ;
- WGA3 - Flames of the Falcon.

Un quatrième module, WGA4 - Vecna Lives! (en), écrit par David Cook et publié la même année, met en lumière la première apparition de Vecna, ancienne liche mythique de l'univers de Donjons et Dragons, maintenant promue au rang de demi-dieu.

### ModulesGreyhawk Adventures
TSR publie également cinq nouvelles aventures labellisées World of Greyhawk (WG) sous le bandeau Greyhawk Adventures :
- WG8 - Fate of Istus (en) (Nigel Findley, Dan Salas, Stephen Inniss & Robert J. Kuntz, 1989) ;
- WG9 - Gargoyle (en) (Dave Collins & Skip Williams, 1989) ;
- WG10 - Child's Play (en) (Jean Rabe & Skip Williams, 1989) ;
- WG11 - Puppets (en) (Vince Garcia & Bruce Rabe, 1989) ;
- WG12 - Vale of the Mage (en) (Jean Rabe, 1989).

En 1990, TSR publie de surcroît WGR1 - Greyhawk Ruins (en), un module et aide de jeu sur Castel Gryffalc de Blake Mobley et Timothy Brown. Bien qu'il ne s'agisse pas du Castel Gryffalc de Gygax et Kuntz, c'est la première tentative sérieuse de publication détaillée du château.

## Nouvelle vision de la Flannesse (1991–1997)
En 1990, TSR décide que le Monde de Faucongris, vieux d'une décennie, a besoin d'être rafraîchi. Plutôt que d'explorer le monde au-delà des frontières de l'Œrik oriental et de développer de nouvelles contrées, il est décidé de rester à l'intérieur de la Flannesse et de faire avancer la chronologie d'une décennie, de 576 AC à 586 AC, de manière à fournir à la campagne une nouvelle histoire. 
L'intrigue principale est une guerre fomentée par Iuz qui implique toute la Flannesse, ce qui doit permettre à TSR de modifier radicalement l'équilibre des régions, des alliances et des dirigeants par apport au cadre original de Gygax.

### World of Greyhawk Swords
Pour pouvoir attirer les joueurs du Monde de Faucongris familier de Gygax à sa nouvelle version, TSR prévoit une trilogie de modules destinés à les familiariser avec les évènements et les causes conduisant à la guerre à venir, puis à les guider dans la guerre à proprement parler. Une fois la guerre jouée grâce à ces trois modules, une nouvelle boîte serait publiée pour présenter la nouvelles physionomie de la Flannesse. Deux modules estampillés « WGS » (pour World of Greyhawk Swords) sont publiés en 1991 et décrivent les évènements aboutissant à la guerre :
- WGS1 - Five Shall Be One (en) de Carl Sargent ;
- WGS2 - Howl from the North (en) de Dale Henson.

Le troisième module est retravaillé pour devenir Greyhawk Wars (en), un jeu de figurines qui conduit les joueurs au travers des évènements, les stratégies et les alliances de la guerre réelle. Un livret intitulé Greyhawk Wars Adventurer's Book, compris dans le jeu, décrit les évènements de la guerre. En 582 AC (six ans après le décor original décrit par Gygax en l'an 576 AC), un conflit régional déclenché par Iuz s'étend graduellement jusqu'à devenir une guerre qui affecte presque chaque nation de Flannesse. Un traité de paix est signé en la cité de Faucongris deux ans plus tard, c'est pourquoi ce conflit est connu sous le nom de Grande Guerre de Faucongris. Le jour de la signature du traité, Rary (un magicien mineur créé et abandonné autrefois par Brian Blume, maintenant élevé par TSR au sein du Cercle des Huit) attaque ses confrères du Cercle, aidé et soutenu par Robilar. Après l'attaque, Tenser et Otiluke sont morts, tandis que Robilar et Rary fuient dans le désert des Terres Étincelantes. 
Rob Kuntz, le créateur originel de Robilar, s'oppose à ce développement de l'histoire, car il estime que Robilar n'aurait jamais attaquer son ancien compagnon d'aventure Mordenkaïnen. Bien que Kuntz ne soit pas propriétaire des droits d'auteur sur Robilar et ne travaille plus chez TSR, il suggère officieusement une histoire alternative dans laquelle Robilar est parti visiter un autre plan et qu'en son absence, un clone ou un double maléfique aurait été responsable de l'attaque.

### From the Ashes
En 1992, alors que les deux modules introductifs World of Greyhawk Swords et le jeu de figurine Greyhawk Wars (en) sont sur le marché depuis plusieurs mois, TSR publie le nouveau décor de Faucongris, From the Ashes (en), une boîte de jeu écrite principalement par Carl Sargent et qui décrit la Flannesse après la Grande Guerre de Faucongris. Elle contient une grande carte en quadrichromie sur grille hexagonale de la région autour de la Cité-Franche de Faucongris, un certain nombre de cartes d'aventures rapides et deux livrets de 96 pages.
Le premier livret (Atlas de la Flannesse) remplace la boîte originelle de Gygax (World of Greyhawk (en)) et introduit certains changements : 
- de nombreuses divinités humaines des éditions précédentes n'y figurent plus, bien qu'une nouvelle demi-déesse, Mayaheine, y soit ajoutée ; cela a pour conséquence immédiate de réduire le total des divinités humaines de cinquante à vingt-huit. Les déités des autres peuples passent de vingt-quatre à trente-huit, mais contrairement aux dieux humains qui bénéficient d'une description complète, ils n'ont droit qu'à une simple liste de noms.
- tout comme la boîte de jeu originale de Gygax, à chaque région est associé une description en deux ou trois cent mots, mais certains détails de l'édition précédente, tels les ressources produites, la population totale et les mélanges ethniques, n'y figurent pas. Un certain nombre de régions disparaissent mêmes avec la Grande Guerre (Ahlissa, Almor, Medegia and South Province) ou se subdivisent en des entités plus petites. 
  - deux nouvelles régions (les Plaines des Paynims et les Îles Olmannes) sont ajoutées. Cela a pour conséquence immédiate de réduite le nombre d'entités politiques de soixante à cinquante-huit.
- la grande carte de Flannesse, dessinées par Darlene Pekul (en) en quadrichromie sur deux pages et qui accompagnait la précédente boîte de jeu, est réduite à une petite carte en noir et blanc imprimée à l'intérieur de la couverture de l’Atlas.

Le second livre (Campaign Book) est conçu pour compléter, plutôt que pour remplacer, la boîte de jeu The City of Greyhawk (en) paru quatre ans auparavant. Il comprend des mises à jour de la ville et de ses environs, détaille de nouveaux personnages non-joueurs et propose des accroches d'aventures possibles.
Dans la version de Gygax, le conflit principal était celui entre le Grand-Royaume et les contrées qui essayaient de s'affranchir du maléfique Grand-Roi. Dans celle de Sargent, l'histoire du Grand-Royaume est largement remplacée par le nouveau conflit entre les terres de Iuz et les régions avoisinantes. Les contrées méridionales hors de portée de Iuz sont menacés par la Fraternité Écarlate, tandis que les autres pays sont envahis par les monstres ou repris par les agents du Mal. Dans l'ensemble, la vision est celle d'un monde plus sombre où les bonnes gens sont submergés par une marée maléfique.
Sargent essaye de susciter l'intérêt pour sa vision plus lugubre de la Flannesse en enchaînant avec un article dans le numéro de mars 1993 de Dragon Magazine et écrit : « ...les puissances du mal se sont renforcées. La main de Iuz l'Ancien s'étend sur le centre de la Flannesse et la cruelle Fraternité Écarlate étend son pouvoir et son influence sur les terres méridionales qui bordent la Mer d'Azur. Le Monde de Faucongris est vraiment redevenu un univers passionnant… ».

#### Aide de jeux et suppléments
La nouvelle version de Faucongris est soutenue par la publication en 1993 de deux nouveaux livres d'aide de jeu (sourcebooks), également par Sargent :
- WGR4 - The Marklands (en), qui fournit des informations sur les royaumes de Furyondie, Maison Haute et Nyrond qui s'opposent à Iuz ;
- WGR5 - Iuz the Evil (en), qui détaille les Terres de Iuz et met l'accent le nouveau rôle majeur que joue désormais Iuz dans ce monde.

De surcroît, plusieurs suppléments, aides de jeu que ou aventures, sont également publiés :
- WGQ1 - Patriots of Ulek (en) (Anthony Pryor, 1992) est le premier module publié après From the Ashes (en) et fait avancer l'intrigue dans les États d'Uleks, menacés par l'invasion de Turrosh Mak du Pomarj ;
- WGR2 - Treasures of Greyhawk (en) (Jack Barker, Roy Rowe, Louis Prosperi et Tom Prusa, 1992) est une série de mini-aventures vaguement reliées entre elles (par exemple, l'exploration de la demeure de Bigby, un voyage dans un demi-plan nommé le Grand Labyrinthe de Zagyg et un concours d'énigme avec un sphinx. Chaque mini-adventure met l'accent sur un trésor unique de Flannesse ;
- WGR3 - Rary the Traitor (en) (Anthony Pryor, 1992) est à la fois une aventure et une aide de jeu sur les Terres Étincelantes, qui sont la nouvelle demeure de Rary et Robilar après les meurtres de Tenser et Otiluke ;
- WGR6 - The City of Skulls (en) (Carl Sargent, 1993) module qui balaye la lutte entre la Furyondie et les Terres de Iuz ;
- WGM1 - Border Watch (en) (Paul T. Riegel, 1993), comme WGR6.

Comme Gygax dix ans auparavant, Sargent utilise les pages de Dragon Magazine pour promouvoir son nouvel univers. Il travaille sur un nouveau livre, Ivid the Undying, dont il donne des extraits dans les numéros d'avril, juin et août 1994,,.

### Abandon de la licence et rachat de TSR
Fin 1994, TSR annule le nouveau livre de Carl Sargent juste avant sa publication et met un terme à tous les autres projets sur Faucongris. 
TSR ne publiera plus rien sur Faucongris, à une exception près : en mai 1995, une rubrique de Dragon Magazine consacré aux rumeurs éditoriales note que le manuscrit de Ivid the Undying aurait été édité par TSR sous forme d'un fichier électronique. Grâce à ce fichier, plusieurs personnes ont reconstruit le livre tel qu'il aurait pu être publié.
Fin 1996, TSR se retrouve très endetté et dans l'incapacité de payer ses imprimeurs. En 1997, au moment où la faillite semble inévitable, la société Wizards of the Coast intervient et, forte des revenus générés par son jeu de cartes à collectionner Magic: The Gathering, rachète TSR et toutes ses licences.

## Période Wizards of the Coast (1998–2008)

### Renaissance
Après la fusion de TSR avec Wizards of the Coast (WotC), le diagnostic est que TSR avait créé trop de décors de campagne pour Donjons et Dragons et plusieurs d'entre eux sont abandonnés. 
Cependant, le PDG de WotC, Peter Adkison, est un fan à la fois de Donjons et Dragons et de Faucongris et deux décisions stratégiques majeures sont arrêtées : la reprise du monde de Faucongris et la sortie d'une troisième édition des règles de D&D. Une équipe est mise sur pied pour raviver la gamme moribonde de Faucongris en rassemblant tous les éléments précédemment publiés. Une fois cette compilation opérée, la décision est prise de mettre à jour le cadre narratif de Carl Sargent en utilisant le même type d'aventures préliminaires pour préparer l'arrivée de la nouvelle version du monde.
Tout d'abord, Roger E. Moore publie Return of the Eight (en) en 1998. Dans cette aventure, située en l'an 586 AC (l'année où se déroule l'action de la boîte de jeu From the Ashes (en)), les joueurs rencontrent les survivants du Cercle des Huit, rebaptisé le Cercle de Cinq à cause des disparitions de Tenser, Otiluke et Rary. Si les joueurs parviennent à démêler l'intrigue, Tenser est sauvé de la mort mais refuse de rejoindre le Cercle ; celui-ci est reconstitué avec huit membres grâce à l'admission de trois nouveaux mages : Alhamazad le Sage, Théodain Ériason et Warnès Mantelastre.
Ensuite, en 2000, sort le Guide du Joueur de Greyhawk (Greyhawk Player's Guide (en)) d'Anne Brown. Ce livret de 64 pages fait avancer la chronologie de six ans pour placer l'action en 591 AC et consiste principalement en une compilation et mise à jour d'informations publiées dans les boîtes de jeu de Gygax et de Sargent. Les quelques nouveautés comprennent des personnages non-joueurs importants, un guide d'roleplay pour la Flannesse et quelques nouvelles vues. La liste des divinités est à la fois diminuée et étendue : les trente-huit déités non humaines présentées dans From the Ashes sont éliminées et les centres d’intérêts non humains sont assignés à une poignée de divinités humaines, mais la liste de ces derniers passe de vingt-quatre à cinquante-quatre.
Ce travail préparatoire accompli, TSR/WotC publie, toujours en 2000, le nouveau cadre de la campagne sous forme d'un livre de 128 pages intitulé l'Aventure commence (Greyhawk: The Adventure Begins (en)), signé par Roger E. Moore. Fondé sur le Guide du joueur de Greyhawk, cette mise à jour du monde se situe en 591 AC. Contrairement à l'ambiance plus sombre de From the Ashes, dans laquelle la Falnnesse est submergée par le Mal, Moore propose un retour à l'univers aventureux de Gygax.

#### Modules
La trilogie des modules Lost Tombs est la première série d'aventures publiées dans ce nouveau décor :
- The Star Cairns (en) (Sean K. Reynolds, WotC, 1998) ;
- Crypt of Lyzandred the Mad (en) (Sean K. Reynolds, WotC, 1998) ;
- The Doomgrinder (en) (Steve Miller (en), WotC, 1998).

### 25eanniversaire de D&D
L'année 1999 marque le vingt-cinquième anniversaire de la publication des règles originales de Donjons et Dragons et Wizards of the Coast cherche à faire revenir les anciens joueurs à Faucongris en publiant des Return to… (« Retour à… »), une série d'aventures teintées de nostalgie qui évoque les modules les plus connus de Faucongris publiés vingt ans auparavant, sous le bandeau 25th Anniversary of D&D :
- Return to the Tomb of Horrors (en) (Bruce R. Cordell) qui réédite le module de Gary Gygax S1 - Tomb of Horrors (en) en y ajoutant une expansion substantielle ;
- Return to the Keep on the Borderlands (en) (John D. Rateliff), qui reprend le module de Gary Gygax : « B2 - The Keep on the Borderlands (en) », (1979) et le remplit à nouveau de monstres neufs, comme si les vingt ans écoulés depuis la publication du module original équivalaient à vingt ans dans l'univers du jeu. Bien que l'original ait été conçu sans référence à un monde particulier, la nouvelle aventure situe le Fort à Faucongris ;
- Return to White Plume Mountain (en) (Bruce R. Cordell) met à jour de la même façon l'aventure vieille de Lawrence Schick White Plume Mountain (en) et fait avancer la chronologie de vingt ans ;
- Against the Giants: The Liberation of Geoff (en) (Sean K. Reynolds) comprend l'intégralité des trois modules originaux de la série Against the Giants (en) de Gygax (1979) et propose dix huit nouveaux sites d'aventure en Géoff, reliés par un scénario intégré ;
- Slavers (en) (Sean K. Reynolds et Chris Pramas) est une suite à la série A1-4 - Scourge of the Slave Lords (en), située dix ans après les aventures originales ;
- Return to the Temple of Elemental Evil (en) (Monte Cook, 2002) renvoie les joueurs au tristement célèbre temple de Gygax (T1-4 The Temple of Elemental Evil (en)) , que Robilar (joué par Rob Kuntz) avait originellement dévasté. Cette grosse aventure sera publiée en 2001, en utilisant les règles de la 3e édition de Donjons et Dragons.

En conjonction avec la publication des aventures Return to…, Wizards of the Coast produit également une série de romans d'accompagnement dans une collection Greyhawk Classics : Against the Giants, White Plume Mountain, Descent into the Depths of the Earth, Expedition to the Barrier Peaks, The Temple of Elemental Evil, Queen of the Demonweb Pits, Keep on the Borderlands et The Tomb of Horrors.
Pour tenter d'attirer des joueurs de D&D habitués à d'autres univers de jeu, WotC publie une aventure en trois parties, Die Vecna Die! (en) (Bruce R. Cordell et Steve Miller) pour tenter de connecter Faucongris aux univers de Ravenloft et Planescape ; publiée en 2000, c'est la dernière aventure jamais publiée pour la 2e édition des règles de D&D.

### 3eédition de D&D
Dans les éditions de Donjons et Dragons précédemment publiées par TSR, l'univers du jeu n'était pas défini précisément ; les Maîtres de donjon étaient censés soit créer un nouveau monde, soit acheter dans le commerce un décor de campagne comme Faucongris ou Les Royaumes oubliés. 
En 2000, après deux ans de travail et de test, Wizards of the Coast publie la 3e édition de D&D et, pour la première fois, définit un univers par défaut pour le jeu : avec cette édition, à moins que le MD ne choisisse d'utiliser un décor de campagne différent, sa partie de D&D se situe sur le Monde de Faucongris.

### La campagneLiving Greyhawk
Avec la sortie de la 3e édition de Donjons et Dragons, la RPGA (en) (Role Playing Game Association - la branche de Wizards of the Coast chargée des conventions) annonce une nouvelle campagne collective d'envergure, Living Greyhawk (en), basée sur le modèle d'une campagne pour la 2e édition nommée Living City (en). 
Bien que Living City ait connu un succès relativement important, la RPGA a pour ambition d'élargir le champ d'action de sa nouvelle campagne : au lieu de limiter le décor à une seule ville, la nouvelle campagne doit implique trente régions différentes de Faucongris, chacune spécifiquement liée à un pays ou à une province particulière du monde réel. Chaque région doit produire ses propres aventures, en plus de quoi, la RPGA fournit des aventures centrales d’ampleur mondiale. Afin de parvenir au niveau de détail nécessaire à cette entreprise, WotC publie L'Atlas de Greyhawk (Living Greyhawk Gazetteer (en)), qui est à la fois l'examen le plus approfondi du Monde de Faucongris jamais publié et le début officiel non seulement de la nouvelle campagne, mais aussi de toutes les campagnes Faucongris à venir.
Simultanément à la sortie du Manuel des joueurs de la troisième édition, la campagne Living Greyhawk débute à la Gen Con 2000 avec trois aventures centrales : COR1-1 - Dragon Scales at Morningtide (Sean K. Reynolds), COR1-2 - The Reckoning (Sean Flaherty et John Richardson) et COR1-3 - River Of Blood (Erik Mona). Contrairement aux décors de campagne précédents dans lesquels le calendrier est gelé à un moment choisi par l'auteur, le calendrier de Living Greyhawk avance bel et bien d'un an chaque année : la campagne a commencé en 591 AC (= 2001) et s'est terminée en 598 AC (= 2008), moment où plus d'un millier d'aventures avaient été produite pour un public de plus de dix mille joueurs. Durant cette période, les administrateurs de la campagne incorporèrent la plupart des nouvelles règles de WotC dans le monde de Faucongris, en ne coupant que ce qui, selon eux, aurait risqué de déséquilibrer la campagne, en donnant trop de pouvoir soit aux joueurs, soit aux auteurs des aventures. En 2005, les administrateurs incorporent chaque déité jamais mentionnée dans un supplément officiel de Faucongris avant la 3e édition, ainsi que toutes celles mentionnées dans la nouvelle édition des livres de règles. Ceci triple le nombre de divinité de la campagne qui passe de soixante-dix à presque deux cent.
En dépit des énormes développements du monde et de son histoire, aucune des évolutions apportés par "Living Greyhawk" à l'univers du jeu ne sont considérées comme officielles, car les aventures régionales furent produites par des bénévoles qui ne firent l'objet que d'un examen rapide de la part des administrateurs de la campagne RPGA sans vérification de la part personnel de WotC.

### Publications de Wizards of the Coast pour Faucongris
Malgré la popularité de la campagne Living Greyhawk, Wizards of the Coast ne publiera pas énormément de matériel pour Faucongris après la série d'aventures Return to… pour le 25e anniversaire, en dehors de l'Atlas de Greyhawk et The Fright at Tristor. L'aventure The Standing Stone (John D. Rateliff, 2001) comporte bien quelques références au Monde de Faucongris et le module Red Hand of Doom (James Jacob, 2006) contient des instructions pour situer l'aventure aussi bien dans le Monde de Faucongris, que dans Les Royaumes oubliés et Eberron. En dehors de cela, Wizards of the Coast abandonne le développement du Monde de Faucongris à la campagne Living Greyhawk de la RPGA se concentre sur la production de nouveaux livres de règles et de suppléments pour D&D.

## Depuis 2008
À la Gen Con de 2007, WotC annonça la parution au printemps suivant de la 4e édition de Donjons et Dragons et l'abandon de Faucongris comme décor de campagne par défaut pour le nouveau système de jeu. Pour cette raison, Living Greyhawk ne fut pas converti aux nouvelles règles ; au contraire, la campagne connut sa conclusion lors de la convention Origins 2008 (en).
En 2009, WotC publia The Village of Hommlet, par Andy Collins, une mise à jour pour la 4e édition du module original de Gary Gygax ; elle ne fut pas mise en vente, mais fut offerte à ceux qui s'inscrivirent à la RPGA.

## Sources non officielles de Faucongris
Bien que TSR et WotC aient chacun à leur tour détenu les droits officiels sur le Monde de Faucongris depuis la première édition à couverture souple de 1980, deux personnes les plus engagées dans son développement original, Gary Gygax et Rob Kuntz, possédaient toujours la plupart de leurs notes d'origine sur les cinquante niveaux de souterrains sous Castel Gryffalc. Gygax avait aussi ses vieux croquis de la cité de Faucongris, et détenait toujours les droits sur Gord le Fripon.
Après que Gygax eut quitté TSR en 1985, il continua à écrire quelques romans supplémentaires de Gord the Rogue, qui furent publiés par New Infinities Productions: Sea of Death (1987), City of Hawks (1987), and Come Endless Darkness (1988). Cependant, à cette époque, Gygax était furieux de la nouvelle direction dans laquelle TSR avait emmené "son" monde. Afin d'annoncer littérairement la mort de l'ancien monde de la Taerre et désireux d'opérer une rupture franche avec tout ce qui concernait Faucongris, Gygax détruisit sa version de la Taerre dans le dernier roman de la série Gord the Rogue, Dance of Demons. Pendant les quinze années qui suivirent, il travailla à développer d'autres systèmes de jeu.
Mais il y avait encore la question des souterrains sous Castel Gryffalc, toujours non publiés. Même si Gygax avait donné des aperçus des donjons dans les articles et les rubriques de certains magazines, les souterrains proprement dits n'avaient jamais été rendus publics. De même, sa version de la Cité de Faucongris n'avait jamais été publiée, mais Frank Mentzer estime que c'est parce que « la Cité de Faucongris était un développement tardif, à l'origine un simple lieu (malgré sa position de capitale). En tant que telle, elle ne fut jamais étoffé très soigneusement… des notes sur certains lieux et sur des personnes célèbres, un plan succinct d'une grande concision et sinon tout à fait vague. C'est sans aucun doute pour cela que Gary ne l'a pas publié; elle n'avait jamais été terminée. »
Cependant, en 2003, Gygax annonça qu'il travaillait avec Rob Kuntz à publier le château et la cité originaux en six volumes, mais que le projet utiliserait les règles des Castles and Crusades plutôt que Donjons et Dragons. Du fait que WotC détenait toujours les droits sur le nom de Greyhawk, Gygax remplaça le nom du château par Castel Zagyg — l'homophone inversé de son propre nom originellement attribué à l'architecte fou du complexe souterrain original à treize niveaux. Gygax changea également le nom de la cité voisine en Yggsburgh, un jeu de mots sur ses initiales, E.G.G.
Ce projet se révéla plus lourd que Gygax et Kuntz ne l'avaient envisagé. Le temps que Gygax et Kuntz finissent de travailler sur leur campagne originale, les souterrains du château comprenaient cinquante niveaux de passages labyrinthiques et des milliers de pièces et de pièges. Ceci, plus les plans de la cité d'Yggsburgh et les rencontres aux environs du château et de la cité, était trop pour rentrer dans les six volumes proposés. Gygax décida de recréer quelque chose comme son donjon original à treize niveau, en amalgamant le meilleur de ce qu'il pouvait glaner dans ses classeurs et boîtes de vieilles notes. Cependant, ni Gygax ni Kuntz n'avaient gardé de plans clairs ou compréhensibles. En effet, ils avaient souvent improvisé des détails de leurs séances de jeu à la volée, ils traçaient généralement une carte sommaire en cours de partie, avec des notes rapides sur les monstres, les trésors et les pièges. Ces croquis sommaires contenaient juste assez de détails pour que chacun puisse, après avoir déterminé les mérites de chaque élément, combiner ses efforts. Recréer la ville fut également un défi : même si Gygax avait toujours ses vieilles cartes de la cité originale, tout ce qu'il avait précédemment publié à ce sujet était la propriété de WotC, de sorte qu'il a dû créer l'essentiel de la cité à partir de rien, tout en conservant l'aspect et l'ambiance de l'originale.
Ce lent et laborieux processus s'arrêta définitivement en avril 2004, lorsque Gygax subit un grave accident vasculaire cérébral. Bien qu'il retournât à son clavier après une convalescence de sept mois, sa capacité de production fut réduite de quatorze heures par jour à une ou deux heures à peine. Kuntz dut se retirer en raison d'autres projets, mais il continua à travailler sur un module d'aventure destiné à être publié en même temps que le premier libre. Dans ces circonstances, le travail sur le projet de Castel Zagyg continua encore plus lentement, malgré l'intervention de Jeffrey Talanian pour aider Gygax. En 2005, Troll Lord Games publia le Volume I, Castle Zagyg: Yggsburgh. Ce livre cartonné de 256 pages contient les détails de la cité originale de Gygax, ses personnalités et sa politique, ainsi que plus de trente rencontres hors de la cité. La carte pliable de la zone de deux pages fut dessinée par Darlene Pekul, la même artiste qui avait produit la carte originale de l'édition à couverture souple du Monde de Faucongris. Plus tard dans l'année, Troll Lord Games publia également Castle Zagyg: Dark Chateau, une aventure écrite par Rob Kuntz dans cadre d'Yggsburgh.
Les catalogues de livre publiés en 2005 indiquaient que plusieurs autres volumes de la série devaient suivre sous peu, mais ce n'est qu'en 2008 que le second volume, Castle Zagyg: The Upper Works, parut. The Upper Works décrit en détail le château hors-sol et joue le rôle de bande-annonce pour les volumes concernant les souterrains proprement dits qui devaient suivre. Toutefois, Gygax mourut en mars 2008 avant que d’autres livres ne soient publiés. Après sa mort, Gygax Games, sous le contrôle de Gail, la veuve de Gary, s'empara du projet, mais aucun autre volume du Castle Zagyg n'a été publié à ce jour.
Rob Kuntz a également publié une partie de son travail sur les souterrains de Castle Greyhawk. En 2008, il publia les modules The Living Room, relatif à une pièce saugrenue, mais dangereuse qui abrite d'énormes meubles, et Bottle City, relatif à une bouteille trouvée au deuxième sous-sol et qui contient une ville tout entière. L'année 2009 vit Kuntz publier Daemonic & Arcane, une compilation d'objets magiques de Faucongris et de Kalibruhn, ainsi que The Stalk, une aventure en extérieur. En October 2010, Black Blade Publishing annonça qu'ils allaient publier plusieurs niveaux du Faucongris original de Kuntz, dont le niveau Machine, le niveau Boréal, le Bassin des Géants et le Jardin du Maître des Plantes.

## Adaptations en jeux vidéo
L'univers de Greyhawk a servi comme cadre à un unique jeu vidéo de rôle : Le temple du mal élémentaire. Cependant son statut d'univers par défaut fait que nombreux de ses éléments peuvent être retrouvés dans Dungeons & Dragons: Heroes et dans Dungeons & Dragons Tactics (en).

## Publications
- Anne Brown, Guide du joueur (TSR, 2000 [F9578])
- Gygax, Gary et Robert Kuntz, Supplement I: Greyhawk (TSR, 1975).
- Gygax, Gary, The World of Greyhawk (édition en livret) (TSR, 1980).
- Gygax, Gary, World of Greyhawk Fantasy Game Setting (TSR, 1983).
- Ward, James M, Greyhawk Adventures (TSR, 1988).
- Sargent, Carl, From the Ashes (TSR, 1992).
- Moore, Roger E, L'Aventure commence (TSR, 2000 [F9577])